# Olivier Laban-Mattei
Olivier Laban-Mattei est un photojournaliste, photographe documentaire et réalisateur français né le 17 mars 1977 à Paris.   
Il est récompensé en 2008, 2009, 2010 et 2011 par un Word Press Photo Award.

## Biographie
Olivier Laban-Mattei est né à Paris en 1977 où il a grandi. Il étudie la géographie et la sociologie et pratique la photographie en amateur. Autodidacte, il commence par travailler en 1999 pour une agence locale, et devient, en 2000, correspondant de l’AFP en Corse, d’où sa famille maternelle est originaire.
Il passe dix ans à l’AFP dont il devient membre à part entière en 2005, et couvre l’actualité internationale (guerres en Irak, à Gaza, en Géorgie, le soulèvement iranien, le tremblement de terre en Haïti, Java, le cyclone en Birmanie...). Il devient photographe indépendant à partir de 2010, et continue à suivre l’actualité pour des journaux (révolution tunisienne, guerre en Libye, guerre au Yémen, crise au Soudan du Sud...).
Il se consacre aussi à des projets au long cours comme « The Mongolian Project »,  mené en Mongolie où il s’installe en 2013 et 2014, pour observer les effets de la pollution sur la société, et sur lequel il a publié un livre, « Mongols » aux éditions Les Belles Lettres en 2013.
Il a travaille avec des organisations humanitaires et, en 2014-2015, il a réalisé un projet au long cours pour le HCR sur la crise centrafricaine et les traumatismes liés aux conflits.
Entre 2016 et 2019, il co-réalise le film documentaire « Apnée » avec Baptiste de Cazenove,. En 2020, avec son fils Lisandru Laban-Giuliani, il se lance dans un projet sur la société groenlandaise, « Neige Noire », qui mêle photographie et narration d’anticipation. 
Olivier Laban-Mattei est membre de l’agence MYOP depuis 2013. Il collabore régulièrement avec des journaux français tels que Le Monde, Libération ou Le Figaro Magazine.
Parallèlement, il dispense régulièrement des workshops sur le photojournalisme et la narration documentaire.

## Publication
- (fr + en) Olivier Laban-Mattei et Lisandru Laban-Giuliani, Mongols, Paris, Neus Editions / Les Belles Lettres, 2013, 224 p. (ISBN 9791092388008)[4]

## Documentaire
- « Apnée », avec Baptiste de Cazenove, France Télévisions, 2019, 52 min[7],[8]

## Expositions
Liste non exhaustive
- 2010 : Le jour où tout a basculé…, Visa pour l’Image, Perpignan[12]
- 2014 : Mongolie, l’Eldorado n’existe pas, Visa pour l’Image, Perpignan[13]
- 2015 : L’Eldorado n’existe pas, Festival BarrObjectif, Barro[2]
- 2021 : Double peine : les réfugiés dans la crise sanitaire, exposition collective par les photographes de l’agence MYOP, avec Guillaume Binet, Agnès Dherbeys, Stéphane Lagoutte, Pascal Maitre pour la Commission européenne, Visa pour l’Image, Perpignan[14]

## Prix et distinctions
- 2006 : Grand prix Paris Match du photojournalisme, 1er prix
- 2007 : Prix Georges Bendrihem pour la meilleure photo politique européenne
- 2008 : World Press Photo, Photo Contest, 3e prix, General News Stories category[1]
- 2009 : World Press Photo, Photo Contest, 2e prix Spot News stories[1]
- 2009 : Prix spécial du jury, International festival of photojournalism of Gijon
- 2010 : Grand prix Paris Match du photojournalisme, 1er prix[15]
- 2010 : Prix Bayeux Calvados-Normandie des correspondants de guerre, 2e prix[16]
- 2010 : Fotoweek DC, 3e prix - Series - Photojournalism / Social Documentary
- 2010 : World Press Photo, Photo Contest, 2e prix, Spot News, Stories[17]
- 2010 : Prix spécial du Jury of Days Japan
- 2010 : Pictures of the year international (POYi), Award of excellence pour « Struggle in Iran »[18]
- 2010 : Pictures of the year international (POYi), 2e prix pour « Struggle in Iran »[18]
- 2011 : Best of Photojournalism 2011 (BOP-NPPA), 1er prix, “Natural Disaster” category, pour « Earthquake in Haiti »
- 2011 : World Press Photo, Photo Contest, General News, Stories, 1er prix pour « Earthquake in Haiti » [19]
- 2017 : Bourse de la Société civile des auteurs multimédia pour le documentaire « Apnée » (avec Baptiste de Cazenove)
- 2018 : Prix du public, Days Japan pour sa série « Guerre au Yémen »